# Brentwood Town FC
Brentwood Town FC (celým názvem: Brentwood Town Football Club) je anglický fotbalový klub, který sídlí ve městě Brentwood v nemetropolitním hrabství Essex. Založen byl v roce 1954 pod názvem Manor Athletic FC. Od sezóny 2018/19 hraje v Isthmian League North Division (8. nejvyšší soutěž).
Své domácí zápasy odehrává na stadionu Brentwood Centre Arena s kapacitou 1 000 diváků.

## Historické názvy
Zdroj: 
- 1954 – Manor Athletic FC (Manor Athletic Football Club)
- 1970 – Brentwood Athletic FC (Brentwood Athletic Football Club)
- 1974 – Brentwood FC (Brentwood Football Club)
- 2004 – Brentwood Town FC (Brentwood Town Football Club)

## Úspěchy v domácích pohárech
Zdroj: 
- FA Cup
  - 3. kolo: 1969/70
- FA Trophy
  - 1. kolo: 1969/70
- FA Vase
  - 3. kolo: 1995/96

## Umístění v jednotlivých sezonách
Stručný přehled
Zdroj: 
- 1967–1974: Essex Olympian League
- 1974–2007: Essex Senior League
- 2007–2015: Isthmian League (Division One North)
- 2015–2016: Isthmian League (Premier Division)
- 2016–2018: Isthmian League (Division One North)
- 2018– : Isthmian League (North Division)

Jednotlivé ročníky
Zdroj: 
Legenda: Z - zápasy, V - výhry, R - remízy, P - porážky, VG - vstřelené góly, OG - obdržené góly, +/- - rozdíl skóre, B - body, červené podbarvení - sestup, zelené podbarvení - postup, fialové podbarvení - reorganizace, změna skupiny či soutěže
| Sezóny  | Liga                                 | Úroveň | Z  | V  | R  | P  | VG | OG | +/- | B  | Pozice |
| ------- | ------------------------------------ | ------ | -- | -- | -- | -- | -- | -- | --- | -- | ------ |
| 2009/10 | Isthmian League (Division One North) | 8      | 42 | 15 | 7  | 20 | 53 | 53 | 0   | 52 | 12.    |
| 2010/11 | Isthmian League (Division One North) | 8      | 40 | 20 | 9  | 11 | 75 | 55 | +20 | 69 | 5.     |
| 2011/12 | Isthmian League (Division One North) | 8      | 42 | 18 | 8  | 16 | 58 | 42 | +16 | 62 | 9.     |
| 2012/13 | Isthmian League (Division One North) | 8      | 42 | 17 | 8  | 17 | 63 | 62 | +1  | 59 | 9.     |
| 2013/14 | Isthmian League (Division One North) | 8      | 46 | 11 | 13 | 22 | 71 | 92 | -21 | 46 | 19.    |
| 2014/15 | Isthmian League (Division One North) | 8      | 46 | 25 | 10 | 11 | 83 | 63 | +20 | 85 | 4.     |
| 2015/16 | Isthmian League (Premier Division)   | 7      | 46 | 10 | 10 | 26 | 51 | 80 | -29 | 40 | 22.    |
| 2016/17 | Isthmian League (Division One North) | 8      | 46 | 17 | 5  | 24 | 63 | 77 | -14 | 56 | 14.    |
| 2017/18 | Isthmian League (Division One North) | 8      | 46 | 12 | 10 | 24 | 71 | 96 | -25 | 46 | 21.    |
| 2018/19 | Isthmian League (North Division)     | 8      | 38 |    |    |    |    |    |     |    |        |